# Euribor

Euribor

Az Euribor  az angol Euro Interbank Offered Rate rövidítése. Jelentése: Európai irányadó bankközi kamatláb, az európai bankok egymásnak felajánlott euró hitelkamatainak napi szintű, speciális átlagolása. Több időszakra (pl. 3 hónapos EURIBOR, 1 éves EURIBOR) adják meg és naponta változik a piaci és jegybanki kamatváltozások hatására. Sok pénzintézet használja kölcsönei árazásához. Ilyen esetekben az EURIBOR kamat feletti marzsot határozzák meg. Például az EURIBOR +2% annyit tesz, hogy az euró mindenkori EURIBOR kamata  + 2% lesz a hitel kamata, azaz 1,50%-os EURIBOR esetén 3,50%.

## Története
Az Euribort az Európai Központi Bank szabályai alapján állapítják meg, és a frankfurti bankközi piacon jegyzik. Ezt a kamatlábat a bankok közötti műveletekben alkalmazzák az euró-zónán belül, azokban az esetekben, mikor Európa első osztályú bankjai (prime bank) nyújtanak egymásnak hitelt.
Az Euribor értékét a 64 legfontosabb európai bank hitelkínálatának kamatlábai alapján a Reuters ügynökség számolja ki és teszi közzé egy meghatározott eljárásnak megfelelően.
Az Euribort először 1998. december 30-án publikálták, 1999. január negyedikére vonatkozó értékkel.
Az Euribort meg kell különböztetni a 16 nagybank által Londonban meghatározott, ritkábban használt „Euro LIBOR” kamatlábaktól.

## Az Euribor kiszámítása és közzététele
A Reuters egy zárt honlapot üzemeltet, melyhez csak az érdekelt bankoknak és a számítást végzőnek van hozzáférése. Minden banknak délelőtt 10:45 és 11:00 között van lehetősége arra, hogy módosítsa az aktuális kamatlábait, amennyiben ez szükséges. Pontosan 11 órakor (közép-európai idő szerint) elvégzik a számításokat: a legalacsonyabb és a legmagasabb kamatlábak 15%-át figyelmen kívül hagyva egyszerű számtani átlagot számolnak a többi adatból, és három tizedes jegyig kerekítik. A számítás elvégzése után azonnal közzéteszik az EURIBOR új értékét és a számításhoz felhasznált kamatlábakat.

## Eonia
Az Eonia (Euro Overnight Index Average azaz Egynapos Euró Index Átlag) az euró egynapos bankközi piacán kialakult meghatározó kamatláb, azaz az egynapos hitelekre vonatkozó EURIBOR. A bankközi piacon az egynapos fedezetlen kölcsön tranzakciók súlyozott átlagaként számolják.
Az EURIBOR és az EONIA töltik be az euró-zóna pénzügyi piacán a  „benchmark” szerepét.

## Lásd még
- Lízing percek
- The money market reference rates for the euro.